# Вёльтье, Хайнц
Хайнц Вёльтье (нем. Heinz Wöltje; 4 января 1902, Ганновер, Пруссия — 26 сентября 1968, Виндхук) — немецкий хоккеист на траве, защитник. Бронзовый призёр летних Олимпийских игр 1928 года.

## Биография
Хайнц Вёльтье родился 4 января 1902 года в немецком городе Ганновер.
Играл в хоккей на траве за «Ганновер».
В 1928 году вошёл в состав сборной Германии по хоккею на траве на летних Олимпийских играх в Амстердаме и завоевал бронзовую медаль. Играл на позиции защитника, провёл 3 матча, мячей не забивал.
В 1925—1929 годах провёл 12 матчей за сборную Германии.
После Второй мировой войны жил в ФРГ, занимался возрождением Немецкой федерации хоккея, состоявшимся в 1949 году. До 1965 года был её казначеем. На протяжении многих лет был председателем хоккейного клуба «Ганновер».
Умер 26 сентября 1968 года в намибийском городе Виндхук.

## Память
Открытый в 1970 году спортзал хоккейного клуба «Ганновер» назван Heinz Wöltje Halle.